# Julio Asad
Julio Asad (Buenos Aires, 7 giugno 1953) è un allenatore di calcio ed ex calciatore argentino, di ruolo centrocampista, allenatore del Clan Juvenil.
È lo zio di Omar Asad, anch'esso giocatore di successo del Vélez negli anni '90

## Carriera

### Club
Ha giocato nella massima serie argentina con Vélez Sársfield, Racing Club Avellaneda e Colón.

### Nazionale
Nel biennio 1975-1976 ha giocato 6 partite con la nazionale argentina prendendo parte anche alla Copa América 1975.

## Palmarès

### Allenatore

#### Competizioni nazionali
- Campionato ecuadoriano: 1

Olmedo: 2000